# Nectandra maynensis
Nectandra maynensis Mez – gatunek rośliny z rodziny wawrzynowatych (Lauraceae Juss.). Występuje naturalnie w Ekwadorze, Peru, Boliwii oraz Brazylii (w stanie Acre). 

## Morfologia
PokrójZimozielone drzewo dorastające do 25 m wysokości.
LiścieMają owalnie eliptyczny kształt. Mierzą 10 cm długości oraz 4–5 szerokości. Są skórzaste. Nasada liścia jest prawie ostrokątna. Liść na brzegu jest całobrzegi. Wierzchołek jest spiczasty. Ogonek liściowy jest owłosiony i dorasta do 20 mm długości.